# Huset vid sjön
Huset vid sjön (originaltitel: The Lake House) är en amerikansk film från 2006, regisserad av Alejandro Agresti. Sandra Bullock och Keanu Reeves spelar huvudrollerna. Den är en nyinspelning av den sydkoreanska filmen Il Mare från 2000. Det är första gången på tolv år, sedan de spelade tillsammans i filmen Speed, som Sandra Bullock och Keanu Reeves går samman i en filmproduktion.

## Handling
Filmen är en kärlekshistoria med ett ovanligt problem. Kate Forster (Sandra Bullock) och Alex Wyler (Keanu Reeves) börjar brevväxla med varandra och inser snart att de båda lever på samma dag, men två år isär, hon under 2006 och han under 2004. Filmen har ett budskap om att man ibland får låta de ologiska tingen vara och lyssna till sitt hjärta.

## Kuriosa
- Filmen vann pris för 2006 års bästa filmkyss (Choice Liplock) på Teen Choice Awards.
- Samma år blev den nominerad i kategorin bästa tjejfilm (Choice Chick Flick).

## Rollista i urval
- Sandra Bullock – Dr. Kate Forster
- Keanu Reeves – Alex Wyler
- Shohreh Aghdashloo – Dr. Anna Klyczynski
- Christopher Plummer – Simon J. Wyler